# Maze (banda)
Maze, também conhecido como Maze Featuring Frankie Beverly e Frankie Beverly & Maze, é uma banda americana de soul e quiet storm estabelecida em Francisco, Califórnia no final dos anos 1970.

## Carreira
Frankie Beverly começou o grupo como Raw Soul em 1970. Gravaram dois singles na pequena gravadora Gregar, mas sem nenhum sucesso. Com poucas mudanças em sua formação, uma mudança da Filadélfia para a Área da baía de São Francisco na Califórnia em 1971 e a apresentação ao cantor  Marvin Gaye, o grupo se tornou um imediato sucesso. Gaye levou o grupo para a estrada consigo, os apresentando como uma das bandas de abertura de seus shows e em 1976, Gaye sugeriu que trocassem o nome de Raw Soul para Maze.
Maze assinou contrato com a Capitol Records em 1976 e lançaram seu álbum de estreia, Maze featuring Frankie Beverly em 1977. Daquele álbum, os sucessos foram "Happy Feelin's", "While I'm Alone" e "Lady of Magic", o que acarretou sua primeira certificação  álbum de ouro e dando à Maze uma legião de seguidores. Também obtiveram sucesso com os álbuns Golden Time of Day (1978), Inspiration (1979) e Joy and Pain (1980).
Seu próximo álbum foi Live in New Orleans, três quartos dos quais gravados ao vivo no Saenger Theatre em 14 e 15 de novembro de 1980. Três das canções entraram nas paradas americanas R&B, incluindo "Running Away", "Before I Let Go" e "We Need Love To Live". Nesta época, a banda que já tinha reputação nos Estados Unidos, começou a ter fâs no Reino Unido com o apoio promocional do DJ britânico Robbie Vincent. Em maio de 1985, a banda esgotou todos os ingressos em oito noites no Hammersmith Apollo.
O grupo lançou seu próximo álbum, Can't Stop the Love em março de 1985, que contém o primeiro sucesso que alcançou o número 1 na parada R&B "Back In Stride". O single seguinte, "Too Many Games" alcançou o top 5, e o número 36 nas paradas britânicas.
Em 1989, assinaram com a Warner Bros. e lançaram o álbum de sucesso Silky Soul, alem de Back to Basics em 1993 e o vídeo gravado no Hammersmith Odeon em Londres em 1994. Os dois álbuns também alcançaram a certificação como álbum de ouro. Também conseguiram outro sucesso número 1 na parada  R&B com "Can't Get Over You".
Em outubro de 2004, "Twilight" fez parte do vídeo game, Grand Theft Auto: San Andreas, tocando na estação funk da rádio Bounce FM.
Em 2009, um tributo aos sucesso de Maze foi lançado. Chamado Silky Soul Music: An All Star Tribute to Maze Featuring Frankie Beverly, incluía artistas modernos cantando os grandes sucessos da banda, enquanto Maze atuou como banda de apoio.
Em 2 de setembro de 2011, o percussionista e cantor de apoio, McKinley "Bug" Williams, morreu aparentemente de ataque cardíaco em um hotel de Chattanooga, Tennessee.
Maze continua se apresentando em turnês pelos Estados Unidos e Europa.

## Discografia

### Álbuns de estúdio
| Ano                                                                                    | Álbum                          | Pico nas paradas | Pico nas paradas | Pico nas paradas | Certificações | Gravadora    |
| Ano                                                                                    | Álbum                          | US               | US R&B           | UK               | Certificações | Gravadora    |
| -------------------------------------------------------------------------------------- | ------------------------------ | ---------------- | ---------------- | ---------------- | ------------- | ------------ |
| 1977                                                                                   | Maze featuring Frankie Beverly | 52               | 6                | —                | - EUA: Ouro   | Capitol      |
| 1978                                                                                   | Golden Time of Day             | 27               | 9                | —                | - EUA: Ouro   | Capitol      |
| 1979                                                                                   | Inspiration                    | 33               | 5                | —                | - EUA: Ouro   | Capitol      |
| 1980                                                                                   | Joy and Pain                   | 31               | 5                | —                | - EUA: Ouro   | Capitol      |
| 1983                                                                                   | We Are One                     | 25               | 5                | 38               | - EUA: Ouro   | Capitol      |
| 1985                                                                                   | Can't Stop the Love            | 45               | 1                | 41               | - EUA: Ouro   | Capitol      |
| 1989                                                                                   | Silky Soul                     | 37               | 1                | 43               | - EUA: Ouro   | Warner Bros. |
| 1993                                                                                   | Back to Basics                 | 37               | 3                | —                | - EUA: Ouro   | Warner Bros. |
| "—" denota que não alcançou posição nas paradas ou não foi lançado naquele território. |                                |                  |                  |                  |               |              |

### Álbuns ao vivo
| Ano                                                                                    | Álbum               | Pico nas paradas | Pico nas paradas | Pico nas paradas | Certificações | Gravadora |
| Ano                                                                                    | Álbum               | US               | US R&B           | UK               | Certificações | Gravadora |
| -------------------------------------------------------------------------------------- | ------------------- | ---------------- | ---------------- | ---------------- | ------------- | --------- |
| 1981                                                                                   | Live in New Orleans | 34               | 3                | —                | - EUA: Ouro   | Capitol   |
| 1986                                                                                   | Live in Los Angeles | 92               | 12               | 70               | —             | Capitol   |
| "—" denota que não alcançou posição nas paradas ou não foi lançado naquele território. |                     |                  |                  |                  |               |           |

### Coletâneas
| Ano                                                                                    | Álbum                                         | Pico nas paradas | Certificações | Gravadora       |
| Ano                                                                                    | Álbum                                         | US R&B           | Certificações | Gravadora       |
| -------------------------------------------------------------------------------------- | --------------------------------------------- | ---------------- | ------------- | --------------- |
| 1989                                                                                   | The Greatest Hits of Maze...Lifelines, Vol. 1 | 57               | —             | Capitol         |
| 1996                                                                                   | Anthology                                     | 57               | - EUA: Ouro   | The Right Stuff |
| 1998                                                                                   | Greatest Slow Jams                            | —                | —             | The Right Stuff |
| 2004                                                                                   | Greatest Hits                                 | 79               | —             | The Right Stuff |
| 2011                                                                                   | Greatest Hits                                 | —                | —             | Capitol         |
| "—" denota que não alcançou posição nas paradas ou não foi lançado naquele território. |                                               |                  |               |                 |

### Singles
| 1977                                                                                   | "While I'm Alone"             | 89  | 21 | —  |
| 1977                                                                                   | "Lady of Magic"               | 108 | 13 | —  |
| 1978                                                                                   | "Workin' Together"            | —   | 9  | —  |
| 1978                                                                                   | "Golden Time of Day" (A-side) | —   | 39 | —  |
| 1978                                                                                   | "Travelin' Man" (B-side)      | —   | 39 | —  |
| 1978                                                                                   | "I Wish You Well"             | —   | 61 | —  |
| 1979                                                                                   | "Feel That You're Feelin'"    | 67  | 7  | —  |
| 1979                                                                                   | "Timin'"                      | —   | 55 | —  |
| 1980                                                                                   | "Southern Girl"               | —   | 9  | —  |
| 1980                                                                                   | "The Look in Your Eyes"       | —   | 29 | —  |
| 1981                                                                                   | "Running Away"                | —   | 7  | —  |
| 1981                                                                                   | "Before I Let Go"             | —   | 13 | —  |
| 1982                                                                                   | "We Need Love to Live"        | —   | 29 | —  |
| 1983                                                                                   | "Love Is the Key"             | 80  | 5  | 88 |
| 1983                                                                                   | "Never Let You Down"          | —   | 26 | —  |
| 1983                                                                                   | "We Are One"                  | —   | 47 | 86 |
| 1983                                                                                   | "I Wanna Thank You"           | —   | 59 | —  |
| 1985                                                                                   | "Back in Stride"              | 88  | 1  | 79 |
| 1985                                                                                   | "Too Many Games"              | 103 | 5  | 36 |
| 1985                                                                                   | "I Want to Feel I'm Wanted"   | —   | 28 | —  |
| 1986                                                                                   | "I Wanna Be with You"         | —   | 12 | 55 |
| 1986                                                                                   | "When You Love Someone"       | —   | 38 | —  |
| 1989                                                                                   | "Joy and Pain"                | —   | —  | 57 |
| 1989                                                                                   | "Can't Get Over You"          | —   | 1  | 89 |
| 1989                                                                                   | "Silky Soul"                  | —   | 4  | —  |
| 1990                                                                                   | "Love's on the Run"           | —   | 13 | —  |
| 1990                                                                                   | "Songs of Love"               | —   | 37 | —  |
| 1993                                                                                   | "Laid Back Girl"              | —   | 15 | —  |
| 1993                                                                                   | "The Morning After"           | 115 | 19 | —  |
| 1994                                                                                   | "What Goes Up"                | —   | 32 | —  |
| "—" denota que não alcançou posição nas paradas ou não foi lançado naquele território. |                               |     |    |    |

## Vídeos
- Live in New Orleans (1981)
- Live in Los Angeles (1986)
- Live in London (1994)